# Wang Yuanqi

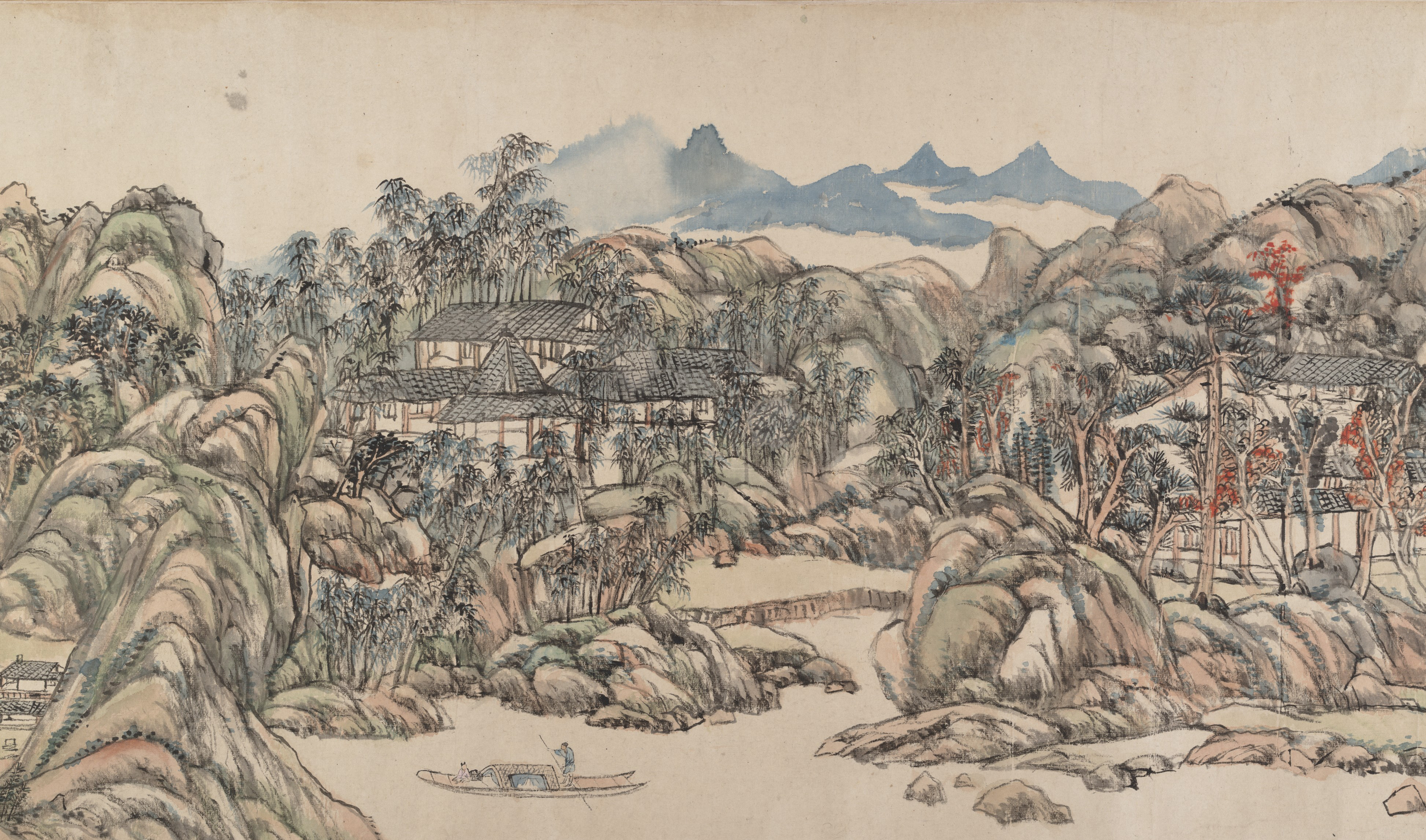
Wang Yuanqi, Posiadłość Wangchuan, 1711, ze zbiorów Metropolitan Museum of Art w Nowym Jorku

Wang Yuanqi (chiń. 王原祁; pinyin Wáng Yuánqí; Wade-Giles Wang Yüan-ch’i; ur. 1642, zm. 1715) – chiński malarz z okresu wczesnej dynastii Qing.
Był wnukiem Wang Shimina. Wspólnie z nim oraz Wang Jianem i Wang Huiem zaliczany jest do grupy tzw. „czterech Wangów” i uważany jest za najbardziej oryginalnego z tego grona. Był kanclerzem Akademii Hanlin. Przez całe życie piastował stanowiska urzędnicze na dworze. Z rozkazu cesarza Kangxi opracował antologię malarstwa i kaligrafii pt. Peiwenzhai shuhuapu (佩文斋书画谱), opublikowaną w 1708 roku.
W swojej twórczości nawiązywał do dzieł mistrzów epoki Yuan, zwłaszcza Ni Zana. Nieregularny sposób ukazywania przez Wanga skał i drzew nosi natomiast cechy stylu Dong Qichanga. Odszedł od tradycji monochromatycznego malarstwa, dużą rolę w jego pracach odgrywa użycie koloru. Swobodne operowanie formą nadaje obrazom Wanga mocno abstrakcyjną formę, późniejsi krytycy porównywali jego prace do twórczości Cézanne’a.